# NK Dugopolje
El Nogometni klub Dugopolje es un club de fútbol de Croacia con base en el municipio de Dugopolje a las afueras de Split. Fue fundado en 1952 como NK Proleter y juega en la Segunda Liga de Croacia desde la temporada 2010-11.
Desde 2009 disputa sus encuentros de local en el Estadio Hrvatski Vitezovi, con capacidad para 5.200 espectadores.

## Historia
El club fue fundado en 1952 como NK Proleter.
En la temporada 2009-10 logró ganar la división sur del 3. HNL, tercer nivel del fútbol de Croacia, y obtener el ascenso a la segunda división. Obtuvo el octavo lugar en su primera temporada y en la edición 2011–12 se consagró campeón, sin embargo al no cumplir los requisitos para ascender se mantuvo en la segunda división.
El Dugopolje cayó en una crisis financiera en el 2018, debido a la reducción de fondos por parte del municipio. Se reportó que una empresa brasileña ofreció una inversión al club, sin embargo fue rechaza por sus dirigentes.

## Rivalidades
El club mantiene una rivalidad con el HNK Šibenik.

## Palmarés
| Competición nacional         | Títulos | Subcampeonatos |
| ---------------------------- | ------- | -------------- |
| Segunda División (1/0)       | 2011-12 |                |
| Tercera División (Sur) (1/1) | 2009-10 | 2006-07        |